# Joplin Challenger 2005
Il Joplin Challenger 2005 è stato un torneo di tennis facente parte della categoria ATP Challenger Series nell'ambito dell'ATP Challenger Series 2005. Il torneo si è giocato a Joplin negli Stati Uniti dal 14 al 20 febbraio 2005 su campi in cemento indoor.

## Vincitori

### Singolare
Frédéric Niemeyer ha battuto in finale  Łukasz Kubot con il punteggio di 4–6, 6–2, 6–3

### Doppio
Rik De Voest /  Łukasz Kubot hanno battuto in finale  Nicholas Monroe /  Jeremy Wurtzman con il punteggio di 7–6(4), 6–4